# Эскимосы
Эскимо́сы (эскимос. ᐃᓄᐃᑦ; или инуи́ты) — группа народов, составляющая коренное население территории от Гренландии и Нунавута (Канада) до Аляски (США) включительно, а также восточного края Чукотки (Россия).
Численность — около 170 тысяч человек. Языки эскимосов относятся к эскимосской ветви эскимосско-алеутской языковой семьи.
Рождаемость инуитов Аляски составляла 6,9 детей на среднюю женщину старше 45 лет в 1960 году, а эскимосов туле в Гренландии — по 3,5 ребёнка на среднюю женщину после окончания репродуктивного возраста в 1950 году.
Антропологи считают, что эскимосы — монголоиды арктического типа (арктическая раса).

## Этнонимы
Основное самоназвание этих народов сегодня — инуи́ты («люди»), единственное число — ину́к.
Слово «эскимос», согласно последним исследованиям, происходит из языка кри (алгонкинские языки) — aayaskimeew — и означает «те, кто шьют зимнюю обувь». По другому предположению, оно происходит из языка инну-аймун и означает «те, кто говорят на другом языке».
Ранее считалось, что оно означает «те, кто ест сырую рыбу» и пришло из языка оджибве. Европейцев впервые познакомил с ним в 1611 году в своём отчёте о поездке в Америку французский миссионер Пьер Биар. Из обозначения коренными американцами представителей арктической расы это слово превратилось в традиционное название как американских, так и азиатских эскимосов. 
Атабаскский народ танаина использовал для их обозначения этноним ульчна (от ульчага «невольник»), поскольку пленил соседних эскимосов.
Для большинства народов, объединяемых в российской этнографии под термином «эскимосы», это слово является оскорбительным.

## Археология
Эскимосы заселили север Арктики, а позднее —  Гренландию в XI—XII вв. н. э. (культура туле). Существовавшие до них на той же территории культуры условно именуются «палеоэскимосскими».

## История
Главным занятием эскимосов была охота на морского зверя (тюленей, моржей, китов). Помимо охоты на морского зверя, эскимосы занимались рыболовством (особенно на юго-западе Аляски и на южном побережье Гренландии). Эскимосы внутренних областей Аляски и Канады занимались охотой на оленей карибу («эскимосы карибу»).
Бытовая культура эскимосов необычайно приспособлена к Арктике. Они изобрели поворотный гарпун, чтобы охотиться на морского зверя, каяк, снежный дом иглу, дом из шкур ярангу, особую глухую одежду из меха и шкур. Древняя культура эскимосов самобытна. В XVIII—XIX вв. они сочетали охоту на морского зверя и на оленя карибу, жили территориальными общинами.

### Этнические и этнографические группы
Азиатские эскимосы в XVIII веке делились на ряд племён — уэленцы, науканцы, чаплинцы, сиреникцы, юиты — отличавшихся лингвистически и некоторыми особенностями культуры. В более поздний период, в связи с процессами интеграции культур эскимосов и береговых чукчей, эскимосы сохранили групповые особенности языка в виде науканского, сирениковского и чаплинского диалектов.
Наряду с коряками и ительменами они образуют так называемую «континентальную» группу популяций арктической расы, которая по происхождению связана с тихоокеанскими монголоидами. Основные черты арктической расы представлены на северо-востоке Сибири в палеоантропологическом материале рубежа новой эры.

## Эскимосы разных стран

### Канада
Эскимосский народ Канады, известный в этой стране под самоназванием «инуиты» (англ. Inuit), добился своей автономии, с созданием 1 апреля 1999 г. территории Нунавут, выделенной из Северо-Западных территорий. Эскимосы полуострова Лабрадор также имеют теперь свои автономии: в Квебекской части полуострова эскимосский округ Нунавик (англ. Nunavik) постепенно увеличивает свой уровень автономии, а в 2005 г. и в части полуострова, входящей в провинцию Ньюфаундленд и Лабрадор, также был образован эскимосский автономный округ Нунатсиавут (англ. Nunatsiavut).
Инуиты получают официальные выплаты от правительства за то, что живут в тяжёлых климатических условиях.

### Гренландия
К Гренландским эскимосам себя относят от 44 до 50 тыс. чел., что составляет сегодняшнего 80–88 % населения острова. Говорят на гренландском языке инуитской группы эскимосской ветви экскимосско-алеутской семьи языков, широко распространён среди них также датский язык. Верующие — в основном лютеране.

### США
Перепись населения США 2000 года выделила следующие группы племён (этногруппы) эскимосов: юпикские народы, говорящие на языках юпик (Yup’ik: 24237 чел., 2000 г.), собственно эскимосы (Eskimo Tribes: 9820 чел., 2000 г.), инупиаты, говорящие на инупиатском (Inupiat Eskimo: 19365 чел.), алутиик или сугпиат, сибирские эскимосы, проживающие на острове Святого Лаврентия и говорящие на юитском (сибирском юпикском) языке (Siberian Eskimo: 1430 чел.), инуиты (Inuit: 1015 чел.), чупик, говорящие на центрально-юпикских языках (Cupiks Eskimo: 16 900 чел.), гренландские эскимосы (Greenland Eskimo: 7 чел.), то есть суммарно 55 942 человек (2000 г.) Населяют штат Аляска (47 783 человек, 2000 г.), а также рассеянно проживают в штатах Калифорния (1272 человек), Вашингтон (1204 человек), Орегон (533 человек) и др.

### Россия
В России эскимосы живут в Чукотском автономном округе (менее 2 тыс. человек). Они населяют село Новое Чаплино, село Сиреники, село Уэлькаль. Некоторые из них проживают в районном центре Провидения, селе Лаврентия, в столице Чукотки Анадыре. Большинство чукотских эскимосов являются детьми от межэтнических браков, носителей эскимосских языков среди них осталось очень мало.
Эскимосы Чукотки и Аляски ещё в 1930-е годы ездили в гости друг к другу, но в 1948 году граница между ними была прочно закрыта. Лишь в сентябре 1989 года между СССР и США было подписано соглашение о безвизовом взаимном посещении между эскимосами Чукотки и Аляски продолжительностью до 90 дней. Связи эскимосов России и США развивались настолько бурно, что владельцы магазинов и таксисты в аляскинских городах начали принимать советские рубли.
В 2019 году заброшенный эскимосский посёлок Наукан вошёл в российский предварительный список объектов Всемирного наследия ЮНЕСКО.

## Культура

### Верования
Традиционно эскимосы — анимисты. Они верят в духов, живущих в различных явлениях природы, видят связь человека с окружающим его миром предметов и живых существ. Многие верят в единого создателя Силъя, который управляет всем, что происходит в мире, всеми явлениями и законами. Богиня, одаривающая эскимосов богатствами морских недр, имеет имя Седна. Существуют также представления о злых духах, представлявшихся эскимосам в виде невероятных и страшных существ. Шаман, живущий в каждой эскимосской деревне — посредник, налаживающий контакт мира духов с миром людей. Бубен для эскимосов — священный предмет. 
Традиционное приветствие, называемое «эскимосским поцелуем», сегодня стало всемирно известным жестом.

### Кухня
Традиционное питание эскимосов в основном состоит из мяса и рыбы (преимущественно в сыром виде), а также небольшого количества трав, ягод и водорослей. Одним из их наиболее ярких мясных блюд является игунак. Приготовление и употребление пищи у эскимосов сопровождается разнообразными ритуалами.

### Жилище
Традиционное жилище канадских эскимосов — иглу.
Эскимосы, проживающие на территории современной России, изначально проживали в полуземлянках. В XVII—XVIII веках, под влиянием чукчей, их основным жилищем стала яранга.

## Языки и письменность
Эскимосы говорят на языках эскимосской ветви эскимосско-алеутской языковой семьи. В неё входят инуитские языки (или инупик, распространённые в Канаде, Гренландии и на севере Аляски), 4 юпикских языка на Аляске и Чукотке, и вымерший сиреникский язык.
По своему строю это полисинтетические языки, слова в которых могут состоять из очень большого количества морфем.
Существует известное заблуждение, согласно которому в эскимосских языках имеется очень много слов для обозначения снега, однако в действительности их количество отнюдь не такое большое.

### Письменность
В 1848 году русским миссионером Н. Тыжновым был издан букварь эскимосского языка. Современная письменность на основе латинской графики была создана в 1932 г., когда вышел первый эскимосский (юитский) букварь. В 1937 г. переведена на русскую графическую основу. Существует современная эскимосская проза и поэзия (Айвангу и др.). Самый известный эскимосский поэт — Ю. М. Анко.
Современный эскимосский алфавит на основе кириллицы:
- А а, Б б, В в, Г г, Ӷ ӷ, Д д, Е е, Ё ё, Ж ж, З з, И и, Й й, К к, Ӄ ӄ, Л л, Лъ лъ, М м, Н н, Нъ нъ, Ӈ ӈ, О о, П п, Р р, С с, Т т, У у, Ў ў, Ф ф, Х х, Ӽ ӽ, Ц ц, Ч ч, Ш ш, Щ щ, ъ, Ы ы, ь, Э э, Ю ю, Я я

Существует эскимосский алфавит (Инуктитут: ᑎᑎᕋᐅᓯᖅ ᓄᑖᖅ), созданный на основе канадского слогового письма для языков коренных народов Канады.

## Галерея
- Эскимосы (1894)
- Четыре эскимоса, которые сопровождали Роберта Пири и Мэтью Хенсона в их путешествии к полюсу
- Эскимосы на каяках, Ноатак, Аляска, 1929 год
- Эскимосы рядом с традиционным жильём
- Иглу
- Шаман-юпик
- Юпики, иллюстрация из книги «Ледяной плен» И. Н. Березина.
- Сибирские эскимосы возле дома из шкур. Залив Святого Лаврентия
- Ритуальная маска
- Семья эскимосов
- Семья инуитов-инупиатов из Ноатака (Аляска), 1929 г.
- Эскимосские дети на берегу Берингова моря
- Эскимосы из побережья бухты Провидения, рисунок по фотографии Эдварда Нельсона.